# Sondre Turvoll Fossli
Sondre Turvoll Fossli (10 augustus 1993) is een Noorse langlaufer.

## Carrière
Bij zijn wereldbekerdebuut, in februari 2011 in Drammen, scoorde Fossli direct zijn eerste wereldbekerpunten. Twee jaar behaalde de Noor in datzelfde Drammen zijn eerste toptienklassering in een wereldbekerwedstrijd. In november 2014 stond Fossli in Kuusamo voor de eerste maal in zijn carrière op het podium van een wereldbekerwedstrijd. Op 27 november 2015 boekte de Noor in Kuusamo zijn eerste overwinning in een wereldbekerwedstrijd.
Op 24 april 2020 maakte Fossli bekend te stoppen met langlaufen vanwege gezondheidsredenen.

## Resultaten

### Wereldbeker
Eindklasseringen
| Seizoen   | Algm | DI | SP  | TdS |
| --------- | ---- | -- | --- | --- |
| 2010/2011 | 153e | -  | 96e | -   |
| 2012/2013 | 96e  | -  | 49e | -   |
| 2013/2014 | 70e  | -  | 30e | -   |
| 2014/2015 | 27e  | -  | 5e  | -   |
| 2015/2016 | 29e  | -  | 8e  | DNF |
| 2016/2017 | 40e  | -  | 15e | -   |
| 2017/2018 | 41e  | -  | 14e | -   |
| 2018/2019 | 35e  | -  | 10e | -   |

Wereldbekerzeges
| Datum            | Plaats  | Onderdeel                |
| ---------------- | ------- | ------------------------ |
| 27 november 2015 | Kuusamo | Sprint (klassieke stijl) |